# Donald Duck (personage)
Donald Duck is een fictieve eend die voorkomt in veel van de strips en tekenfilms gemaakt door The Walt Disney Company. Zijn volledige naam is Donald Fauntleroy Duck.
Donald Duck is een antropomorfe eend met oranje-gele benen, voeten en snavel. Hij draagt meestal een matrozenpak, bestaand uit een shirt (in de stripverhalen is dit meestal zwart en op (voor)platen blauw) een rode strik en een blauwe pet.

## Oorsprong

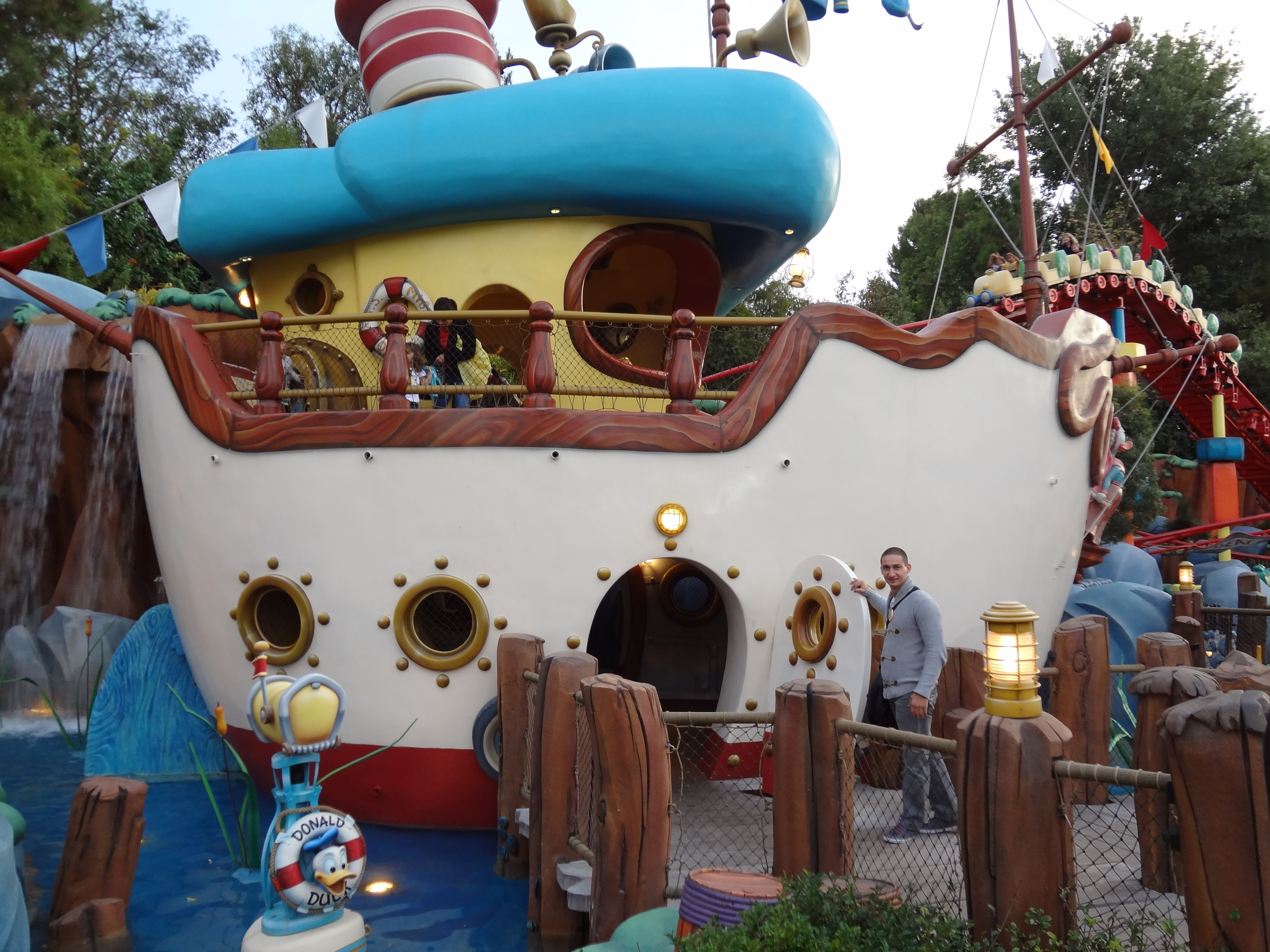
Donald Ducks oorspronkelijke woonboot in Disneyland Park (Anaheim)

De naam Donald Duck duikt voor het eerst op in The Adventures of Mickey Mouse, een boekje uit 1931. Hier wordt hij genoemd als een vriend van Mickey Mouse, maar hij speelt in dit verhaal verder geen rol. Wel is op een van de afbeeldingen een eend te zien, die echter weinig weg heeft van de latere Donald Duck.
Donald Duck zoals hij nu algemeen bekend is debuteerde in 1934 in The Wise Little Hen, een van de in totaal 75 filmpjes uit de serie Silly Symphonies van Disney. Donald werd voor dit filmpje ontworpen door Art Babbitt en Dick Huemer, twee animators die aan het filmpje werkten. Hij zag er hier nog sterk uit als een gewone eend, met een lange snavel en vleugels.

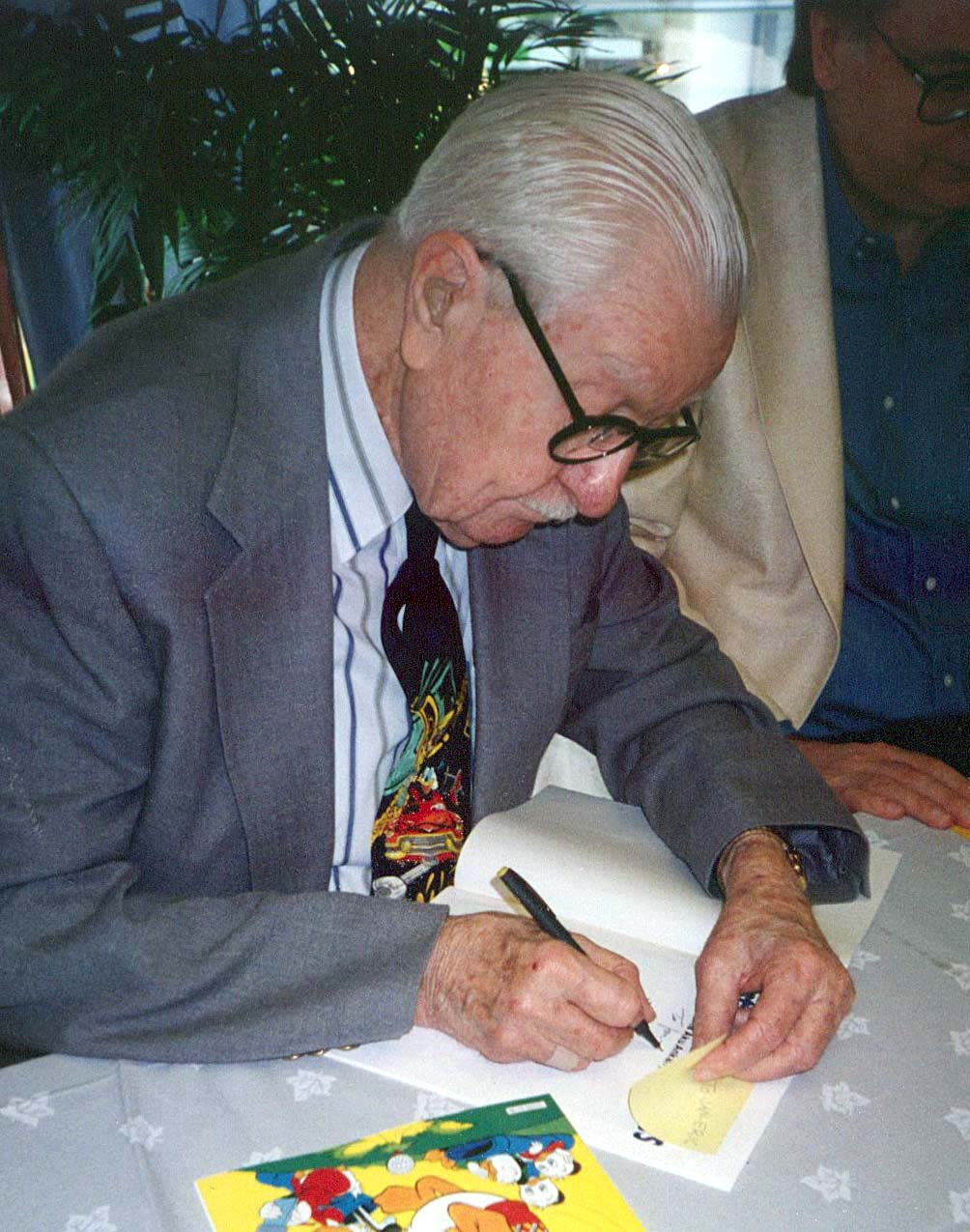
Striptekenaar Carl Barks (1901-2000), hier te zien tijdens een bezoek aan Finland in 1994, was een van de bekendste tekenaars van de Donald Duck-verhalen.

## Karakter
Naar verluidt is Donald Ducks karakter een combinatie van alle mensen waaraan Walt Disney − de grondlegger van het bedrijf The Walt Disney Company − zelf een grote hekel had. 
Waar de meeste andere Disneyfiguren zoetsappig, vriendelijk en goedaardig zijn, is Donald Duck driftig en opvliegend. In de Amerikaanse strips, met name de oudere afleveringen, valt Donald dan ook vaak op door zijn asociale en veelal horkerige gedrag.
Het karakter van Donald Duck kenmerkt zich verder vooral door enerzijds veel temperament en anderzijds een grote onhandigheid, waarmee hij zichzelf geregeld flink in de problemen brengt. Vaak zijn het dan zijn drie bij hem inwonende neefjes Kwik, Kwek en Kwak die de oplossing weten te vinden.
Naast deze opvallende negatieve karaktertrekken toont Donald zich ook vaak van zijn betere kant; zo heeft hij altijd het beste voor met zijn drie neefjes, over wie hij zelfs de volledige opvoeding voor zijn rekening heeft genomen.

## Uitbeelding
Donald heeft zeer veel verschillende gezichtsuitdrukkingen: Aan de achterkant van zijn kop heeft hij altijd een paar veertjes overeind staan. Als Donald erg nijdig is, staan bijna alle veren overeind. Vaak is ook aan zijn pet te zien hoe het met hem gaat: als hij kalm is, staat zijn pet recht op zijn kop. Als hij boos is, hangt zijn pet over zijn ogen. Als hij verbaasd is, vliegt het petje soms helemaal van zijn hoofd af. Af en toe blijkt hij ook ineens tanden te hebben, die echter alleen te zien zijn als hij erg kwaad is.

## Evolutie
Donalds snavel en nek waren in het begin veel langer, en zijn handen waren meer vleugelachtig dan nu. Donald lijkt daardoor tegenwoordig minder op een echte eend dan in zijn eerste jaren als tekenfilm-/stripheld. Zijn kwakende stem is in de filmpjes wel altijd gebleven.
De strips van Donald Duck zijn ook niet hetzelfde gebleven. Vroeger waren er vaak meer plaatjes en minder tekst. De grappen zaten verstopt in de tekeningen. Later kwamen er meer grappen in de tekst, in de "tekstwolkjes" bij de plaatjes. Donald en de andere figuren gingen meer praten. Woordspelingen werden belangrijker.

## Beroemdheid
Donald Duck is sinds zijn introductie over de hele wereld beroemd geworden. Naast de vele stripverhalen zijn er honderden films van hem gemaakt. Na zijn debuut in 1934 speelde hij aanvankelijk mee in een aantal filmpjes waarin ook Mickey Mouse meedeed. Aanvankelijk had hij nog een bijrol in de krantenstrips rond Mickey Mouse.  Hij kreeg echter al snel zijn eigen tekenfilmserie. Vanaf 1936 kreeg hij een eigen krantenstrip, getekend door Al Taliaferro en geschreven door Ted Osborne.
Donald was in Nederland en België voor het eerst te zien in 1938, in twee filmpjes. Daarnaast was hij ook hier af en toe als bijfiguur te zien in de Mickey Mouse-krantenstrips. In 1950 bracht uitgeverij Mulder & Zoon in Nederland de eerste boekjes op de markt met Donald Duck in de hoofdrol. In oktober 1952 volgde De Geïllustreerde Pers met het allereerste nummer van het weekblad Donald Duck, dat tot op heden bestaat. Het nummer bevatte Carl Barks' verhaal Fireman Donald.
Donald duikt in totaal in meer dan honderd korte (8 à 10 minuten) tekenfilmpjes op en in ca. 50 langere films. In een aantal van deze filmpjes en films deelt hij de hoofdrol met andere zeer bekend geworden Disney-karakters (zoals in Mickey and the Beanstalk uit 1947). 
In ongeveer veertig landen zijn Donald Duck-strips te koop.
Sinds 1984 is zijn voetafdruk te vinden in de Walk of Fame. Op 9 augustus 2004 kreeg hij, ter ere van zijn zeventigste verjaardag, eveneens een ster in deze beroemde straat.

## Vaste verhaallijnen

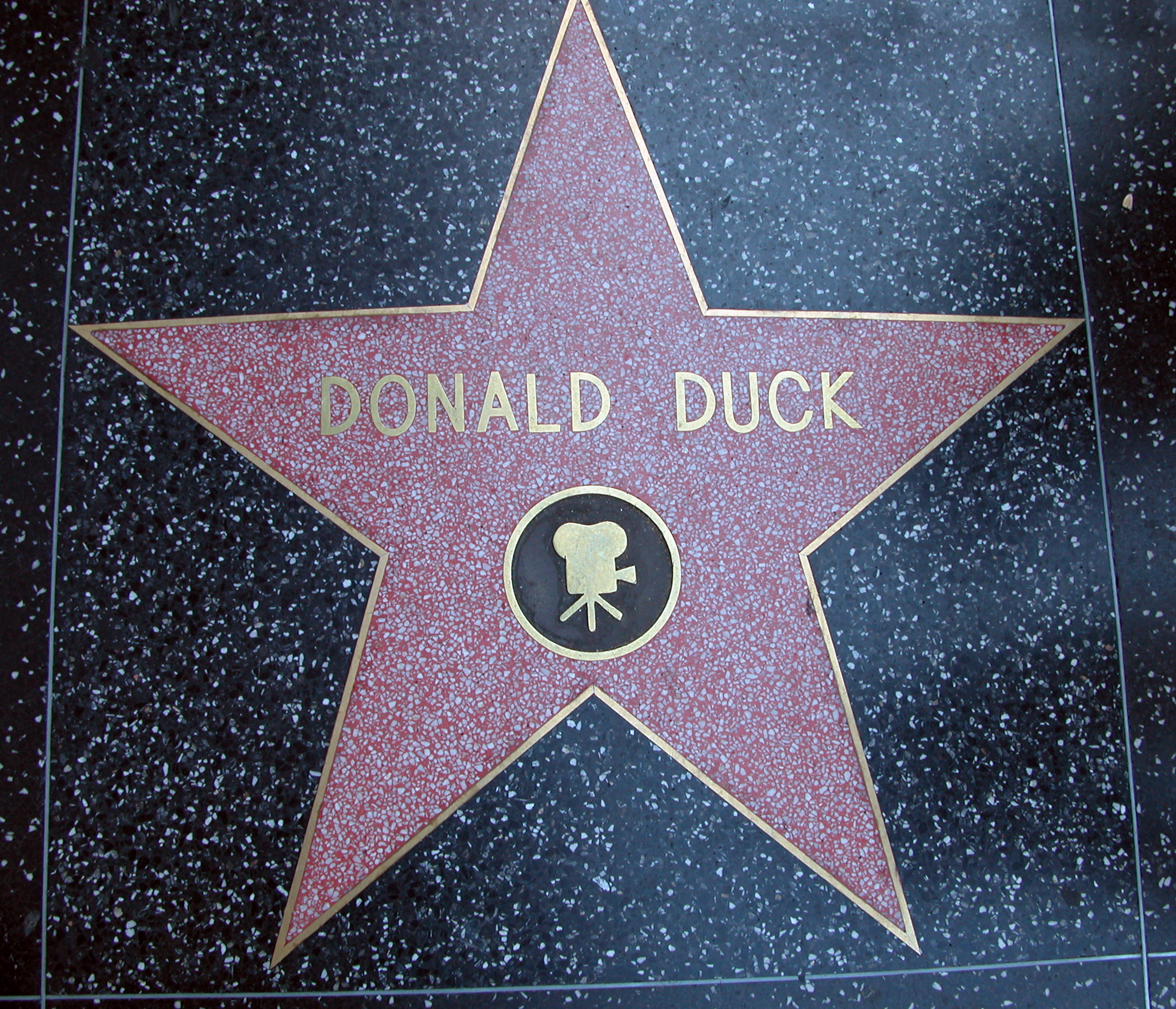
De ster van Donald Duck op de Hollywood Walk of Fame

Donald Duck zou – net als zijn tweelingzus Dumbella – op 9 juni 1934 zijn geboren. Verschillende stripauteurs, zoals Keno Don Rosa, dateren zijn geboorte echter eerder, namelijk rond 1920. In deel XI van De jonge jaren van Oom Dagobert komt hij al voor (als kind) in 1930.
Uit de film Donald Duck gets drafted (1942) blijkt dat zijn volledige naam Donald Fauntleroy Duck is. Zijn tweede naam staat in een kort fragment vermeld op een oproepformulier voor het leger.

### Familieleden en -verhoudingen
Donald woont samen met zijn drie neefjes Kwik, Kwek en Kwak, die de zoontjes zijn van Dumbella. De drie neefjes zijn in het Silly Symphonies-filmpje Donald's Nephews (1938) bij hun oom op bezoek gekomen en daarna nooit meer teruggegaan naar hun moeder. Sinds die tijd beleven Donald en de drie neefjes steeds weer nieuwe avonturen.
Volgens de hoofdzakelijk door Don Rosa uitgewerkte stamboom van de Duck-familie is Donalds vader Woerd Snater Duck, en is Hortensia Duck zijn moeder. Hortensia is de jongste zus van Dagobert Duck. Zijn opvliegendheid heeft Donald naar alle waarschijnlijkheid geërfd van zijn beide ouders.
Donald heeft minstens drie volle neven. De bekendste is Guus Geluk, die bijna altijd geluk heeft en mede daardoor behoorlijk arrogant is. Guus voelt zich hierdoor over het algemeen enorm superieur aan Donald. De twee zijn dan ook grote rivalen en hebben in veel verhalen de grootst mogelijke ruzie, hoewel ze soms ook juist goed met elkaar overweg kunnen. In enkele verhalen komen ook Diederik en Wisse Duck voor, broers van elkaar en volle neven van zowel Donald als Guus.
Donald is een van de kleinkinderen van Dora Prul (Engels: Elvira Coot, in de meeste verhalen simpelweg "Oma Duck"). Hij is dan ook af en toe op haar boerderij te zien (hoewel in het merendeel van deze verhalen alleen Gijs Gans meedoet, een verre achterneef van o.a. Donald).
In de cartoon How to have an accident at work (1959) blijkt Donald zelf ook een zoontje te hebben.
Er is desondanks nooit een echt "officiële" stamboom van de hele Duck-familie geweest. Allerlei tekenaars hebben door de jaren heen steeds hun eigen personages toegevoegd, waarvan sommige (zoals Dagobert Duck) zeer belangrijk zijn geworden, terwijl veel andere familieleden slechts eenmalig ooit in een verhaal zijn voorgekomen. Het vaakst wordt uitgegaan van de onderstaande stamboom, ontworpen door Don Rosa.
|                |                |                |                |                |                |           |           |               |               |               |               |               |               |            |            | Cornelis Prul      | Cornelis Prul      | Cornelis Prul      | Cornelis Prul      | Cornelis Prul      | Cornelis Prul      |               |               | onbekend      | onbekend      | onbekend     | onbekend     | onbekend        | onbekend        |                 |                 |                 |                 |               |               |               |               |           |           |                   |                   |                   |                   |                   |                   |           |           |                |                |                |                |                |                |                |                |                |                |                |                |                      |                      |                      |                      |                      |                      |               |               |               |               |  |  |               |               |               |               |               |               |  |  |                   |                   |                   |                   |                   |                   |
|                |                |                |                |                |                |           |           |               |               |               |               |               |               |            |            | Cornelis Prul      | Cornelis Prul      | Cornelis Prul      | Cornelis Prul      | Cornelis Prul      | Cornelis Prul      |               |               | onbekend      | onbekend      | onbekend     | onbekend     | onbekend        | onbekend        |                 |                 |                 |                 |               |               |               |               |           |           |                   |                   |                   |                   |                   |                   |           |           |                |                |                |                |                |                |                |                |                |                |                |                |                      |                      |                      |                      |                      |                      |               |               |               |               |  |  |               |               |               |               |               |               |  |  |                   |                   |                   |                   |                   |                   |
|                |                |                |                |                |                |           |           |               |               |               |               |               |               |            |            |                    |                    |                    |                    |                    |                    |               |               |               |               |              |              |                 |                 |                 |                 |                 |                 |               |               |               |               |           |           |                   |                   |                   |                   |                   |                   |           |           |                |                |                |                |                |                |                |                |                |                |                |                |                      |                      |                      |                      |                      |                      |               |               |               |               |  |  |               |               |               |               |               |               |  |  |                   |                   |                   |                   |                   |                   |
|                |                |                |                |                |                |           |           |               |               |               |               |               |               |            |            |                    |                    |                    |                    | Theodoor Prul      | Theodoor Prul      | Theodoor Prul | Theodoor Prul | Theodoor Prul | Theodoor Prul |              |              | Petronella Prul | Petronella Prul | Petronella Prul | Petronella Prul | Petronella Prul | Petronella Prul |               |               |               |               |           |           | Clan McDuck       | Clan McDuck       | Clan McDuck       | Clan McDuck       | Clan McDuck       | Clan McDuck       |           |           |                |                |                |                |                |                |                |                |                |                |                |                |                      |                      |                      |                      |                      |                      |               |               |               |               |  |  |               |               |               |               |               |               |  |  |                   |                   |                   |                   |                   |                   |
|                |                |                |                |                |                |           |           |               |               |               |               |               |               |            |            |                    |                    |                    |                    | Theodoor Prul      | Theodoor Prul      | Theodoor Prul | Theodoor Prul | Theodoor Prul | Theodoor Prul |              |              | Petronella Prul | Petronella Prul | Petronella Prul | Petronella Prul | Petronella Prul | Petronella Prul |               |               |               |               |           |           | Clan McDuck       | Clan McDuck       | Clan McDuck       | Clan McDuck       | Clan McDuck       | Clan McDuck       |           |           |                |                |                |                |                |                |                |                |                |                |                |                |                      |                      |                      |                      |                      |                      |               |               |               |               |  |  |               |               |               |               |               |               |  |  |                   |                   |                   |                   |                   |                   |
|                |                |                |                |                |                |           |           |               |               |               |               |               |               |            |            |                    |                    |                    |                    |                    |                    |               |               |               |               |              |              |                 |                 |                 |                 |                 |                 |               |               |               |               |           |           |                   |                   |                   |                   |                   |                   |           |           |                |                |                |                |                |                |                |                |                |                |                |                |                      |                      |                      |                      |                      |                      |               |               |               |               |  |  |               |               |               |               |               |               |  |  |                   |                   |                   |                   |                   |                   |
|                |                |                |                |                |                |           |           |               |               |               |               |               |               |            |            |                    |                    |                    |                    |                    |                    |               |               |               |               |              |              |                 |                 |                 |                 |                 |                 |               |               |               |               |           |           |                   |                   |                   |                   |                   |                   |           |           |                |                |                |                |                |                |                |                |                |                |                |                |                      |                      |                      |                      |                      |                      |               |               |               |               |  |  |               |               |               |               |               |               |  |  |                   |                   |                   |                   |                   |                   |
|                |                |                |                |                |                |           |           | Koenraad Prul | Koenraad Prul | Koenraad Prul | Koenraad Prul | Koenraad Prul | Koenraad Prul |            |            | Sjaantje Waterhoen | Sjaantje Waterhoen | Sjaantje Waterhoen | Sjaantje Waterhoen | Sjaantje Waterhoen | Sjaantje Waterhoen |               |               |               |               |              |              |                 |                 |                 |                 |                 |                 |               |               |               |               |           |           |                   |                   |                   |                   |                   |                   |           |           |                |                |                |                | Wilhelmus Duck | Wilhelmus Duck | Wilhelmus Duck | Wilhelmus Duck | Wilhelmus Duck | Wilhelmus Duck |                |                | Dora Prul (Oma Duck) | Dora Prul (Oma Duck) | Dora Prul (Oma Duck) | Dora Prul (Oma Duck) | Dora Prul (Oma Duck) | Dora Prul (Oma Duck) |               |               |               |               |  |  |               |               |               |               |               |               |  |  |                   |                   |                   |                   |                   |                   |
|                |                |                |                |                |                |           |           | Koenraad Prul | Koenraad Prul | Koenraad Prul | Koenraad Prul | Koenraad Prul | Koenraad Prul |            |            | Sjaantje Waterhoen | Sjaantje Waterhoen | Sjaantje Waterhoen | Sjaantje Waterhoen | Sjaantje Waterhoen | Sjaantje Waterhoen |               |               |               |               |              |              |                 |                 |                 |                 |                 |                 |               |               |               |               |           |           |                   |                   |                   |                   |                   |                   |           |           |                |                |                |                | Wilhelmus Duck | Wilhelmus Duck | Wilhelmus Duck | Wilhelmus Duck | Wilhelmus Duck | Wilhelmus Duck |                |                | Dora Prul (Oma Duck) | Dora Prul (Oma Duck) | Dora Prul (Oma Duck) | Dora Prul (Oma Duck) | Dora Prul (Oma Duck) | Dora Prul (Oma Duck) |               |               |               |               |  |  |               |               |               |               |               |               |  |  |                   |                   |                   |                   |                   |                   |
|                |                |                |                |                |                |           |           |               |               |               |               |               |               |            |            |                    |                    |                    |                    |                    |                    |               |               |               |               |              |              |                 |                 |                 |                 |                 |                 |               |               |               |               |           |           |                   |                   |                   |                   |                   |                   |           |           |                |                |                |                |                |                |                |                |                |                |                |                |                      |                      |                      |                      |                      |                      |               |               |               |               |  |  |               |               |               |               |               |               |  |  |                   |                   |                   |                   |                   |                   |
|                |                |                |                |                |                |           |           |               |               |               |               |               |               |            |            |                    |                    |                    |                    |                    |                    |               |               |               |               |              |              |                 |                 |                 |                 |                 |                 |               |               |               |               |           |           |                   |                   |                   |                   |                   |                   |           |           |                |                |                |                |                |                |                |                |                |                |                |                |                      |                      |                      |                      |                      |                      |               |               |               |               |  |  |               |               |               |               |               |               |  |  |                   |                   |                   |                   |                   |                   |
| Archibald Gans | Archibald Gans | Archibald Gans | Archibald Gans | Archibald Gans | Archibald Gans |           |           | Annie Prul    | Annie Prul    | Annie Prul    | Annie Prul    | Annie Prul    | Annie Prul    |            |            | Wouter Waterhoen   | Wouter Waterhoen   | Wouter Waterhoen   | Wouter Waterhoen   | Wouter Waterhoen   | Wouter Waterhoen   |               |               | onbekend      | onbekend      | onbekend     | onbekend     | onbekend        | onbekend        |                 |                 | Dagobert Duck   | Dagobert Duck   | Dagobert Duck | Dagobert Duck | Dagobert Duck | Dagobert Duck |           |           | Woerd Snater Duck | Woerd Snater Duck | Woerd Snater Duck | Woerd Snater Duck | Woerd Snater Duck | Woerd Snater Duck |           |           | Hortensia Duck | Hortensia Duck | Hortensia Duck | Hortensia Duck | Hortensia Duck | Hortensia Duck |                |                | Fortunus Geluk | Fortunus Geluk | Fortunus Geluk | Fortunus Geluk | Fortunus Geluk       | Fortunus Geluk       |                      |                      | Trijntje Duck        | Trijntje Duck        | Trijntje Duck | Trijntje Duck | Trijntje Duck | Trijntje Duck |  |  | Driekus Duck  | Driekus Duck  | Driekus Duck  | Driekus Duck  | Driekus Duck  | Driekus Duck  |  |  | Zwaantje Meerkoet | Zwaantje Meerkoet | Zwaantje Meerkoet | Zwaantje Meerkoet | Zwaantje Meerkoet | Zwaantje Meerkoet |
| Archibald Gans | Archibald Gans | Archibald Gans | Archibald Gans | Archibald Gans | Archibald Gans |           |           | Annie Prul    | Annie Prul    | Annie Prul    | Annie Prul    | Annie Prul    | Annie Prul    |            |            | Wouter Waterhoen   | Wouter Waterhoen   | Wouter Waterhoen   | Wouter Waterhoen   | Wouter Waterhoen   | Wouter Waterhoen   |               |               | onbekend      | onbekend      | onbekend     | onbekend     | onbekend        | onbekend        |                 |                 | Dagobert Duck   | Dagobert Duck   | Dagobert Duck | Dagobert Duck | Dagobert Duck | Dagobert Duck |           |           | Woerd Snater Duck | Woerd Snater Duck | Woerd Snater Duck | Woerd Snater Duck | Woerd Snater Duck | Woerd Snater Duck |           |           | Hortensia Duck | Hortensia Duck | Hortensia Duck | Hortensia Duck | Hortensia Duck | Hortensia Duck |                |                | Fortunus Geluk | Fortunus Geluk | Fortunus Geluk | Fortunus Geluk | Fortunus Geluk       | Fortunus Geluk       |                      |                      | Trijntje Duck        | Trijntje Duck        | Trijntje Duck | Trijntje Duck | Trijntje Duck | Trijntje Duck |  |  | Driekus Duck  | Driekus Duck  | Driekus Duck  | Driekus Duck  | Driekus Duck  | Driekus Duck  |  |  | Zwaantje Meerkoet | Zwaantje Meerkoet | Zwaantje Meerkoet | Zwaantje Meerkoet | Zwaantje Meerkoet | Zwaantje Meerkoet |
|                |                |                |                |                |                |           |           |               |               |               |               |               |               |            |            |                    |                    |                    |                    |                    |                    |               |               |               |               |              |              | [ niet zeker ]  |                 |                 |                 |                 |                 |               |               |               |               |           |           |                   |                   |                   |                   |                   |                   |           |           |                |                |                |                |                |                |                |                |                |                |                |                |                      |                      |                      |                      |                      |                      |               |               |               |               |  |  |               |               |               |               |               |               |  |  |                   |                   |                   |                   |                   |                   |
|                |                |                |                |                |                |           |           |               |               |               |               |               |               |            |            |                    |                    |                    |                    |                    |                    |               |               |               |               |              |              |                 |                 |                 |                 |                 |                 |               |               |               |               |           |           |                   |                   |                   |                   |                   |                   |           |           |                |                |                |                |                |                |                |                |                |                |                |                |                      |                      |                      |                      |                      |                      |               |               |               |               |  |  |               |               |               |               |               |               |  |  |                   |                   |                   |                   |                   |                   |
|                |                |                |                | Gijs Gans      | Gijs Gans      | Gijs Gans | Gijs Gans | Gijs Gans     | Gijs Gans     |               |               |               |               |            |            | onbekend           | onbekend           | onbekend           | onbekend           | onbekend           | onbekend           |               |               | Katrien Duck  | Katrien Duck  | Katrien Duck | Katrien Duck | Katrien Duck    | Katrien Duck    |                 |                 | onbekend        | onbekend        | onbekend      | onbekend      | onbekend      | onbekend      |           |           | Dumbella Duck     | Dumbella Duck     | Dumbella Duck     | Dumbella Duck     | Dumbella Duck     | Dumbella Duck     |           |           | Donald Duck    | Donald Duck    | Donald Duck    | Donald Duck    | Donald Duck    | Donald Duck    |                |                |                |                |                |                | Guus Geluk           | Guus Geluk           | Guus Geluk           | Guus Geluk           | Guus Geluk           | Guus Geluk           |               |               |               |               |  |  | Diederik Duck | Diederik Duck | Diederik Duck | Diederik Duck | Diederik Duck | Diederik Duck |  |  | Wisse Duck        | Wisse Duck        | Wisse Duck        | Wisse Duck        | Wisse Duck        | Wisse Duck        |
|                |                |                |                | Gijs Gans      | Gijs Gans      | Gijs Gans | Gijs Gans | Gijs Gans     | Gijs Gans     |               |               |               |               |            |            | onbekend           | onbekend           | onbekend           | onbekend           | onbekend           | onbekend           |               |               | Katrien Duck  | Katrien Duck  | Katrien Duck | Katrien Duck | Katrien Duck    | Katrien Duck    |                 |                 | onbekend        | onbekend        | onbekend      | onbekend      | onbekend      | onbekend      |           |           | Dumbella Duck     | Dumbella Duck     | Dumbella Duck     | Dumbella Duck     | Dumbella Duck     | Dumbella Duck     |           |           | Donald Duck    | Donald Duck    | Donald Duck    | Donald Duck    | Donald Duck    | Donald Duck    |                |                |                |                |                |                | Guus Geluk           | Guus Geluk           | Guus Geluk           | Guus Geluk           | Guus Geluk           | Guus Geluk           |               |               |               |               |  |  | Diederik Duck | Diederik Duck | Diederik Duck | Diederik Duck | Diederik Duck | Diederik Duck |  |  | Wisse Duck        | Wisse Duck        | Wisse Duck        | Wisse Duck        | Wisse Duck        | Wisse Duck        |
|                |                |                |                |                |                |           |           |               |               |               |               |               |               |            |            |                    |                    |                    |                    |                    |                    |               |               |               |               |              |              |                 |                 |                 |                 |                 |                 |               |               |               |               |           |           |                   |                   |                   |                   |                   |                   |           |           |                |                |                |                |                |                |                |                |                |                |                |                |                      |                      |                      |                      |                      |                      |               |               |               |               |  |  |               |               |               |               |               |               |  |  |                   |                   |                   |                   |                   |                   |
|                |                |                |                |                |                |           |           |               |               |               |               |               |               |            |            |                    |                    |                    |                    |                    |                    |               |               |               |               |              |              |                 |                 |                 |                 |                 |                 |               |               |               |               |           |           |                   |                   |                   |                   |                   |                   |           |           |                |                |                |                |                |                |                |                |                |                |                |                |                      |                      |                      |                      |                      |                      |               |               |               |               |  |  |               |               |               |               |               |               |  |  |                   |                   |                   |                   |                   |                   |
|                |                |                |                |                |                |           |           |               |               | Lizzy Duck    | Lizzy Duck    | Lizzy Duck    | Lizzy Duck    | Lizzy Duck | Lizzy Duck | Juultje Duck       | Juultje Duck       | Juultje Duck       | Juultje Duck       | Juultje Duck       | Juultje Duck       | Babetje Duck  | Babetje Duck  | Babetje Duck  | Babetje Duck  | Babetje Duck | Babetje Duck |                 |                 | Kwik Duck       | Kwik Duck       | Kwik Duck       | Kwik Duck       | Kwik Duck     | Kwik Duck     | Kwek Duck     | Kwek Duck     | Kwek Duck | Kwek Duck | Kwek Duck         | Kwek Duck         | Kwak Duck         | Kwak Duck         | Kwak Duck         | Kwak Duck         | Kwak Duck | Kwak Duck |                |                |                |                |                |                |                |                |                |                |                |                |                      |                      |                      |                      |                      |                      |               |               |               |               |  |  |               |               |               |               |               |               |  |  |                   |                   |                   |                   |                   |                   |

Volgens Don Rosa is Katrien Duck dus – gezien haar achternaam – een aangetrouwd familielid, ondanks dat ze met zowel Donald als Guus een amoureuze relatie heeft.

### Relaties met andere vaste Duckstad-personages
Katrien Duck en Donald hebben in veel verhalen een knipperlichtrelatie. Donald doet voortdurend zijn best om Katrien in te palmen maar verpest het bijna altijd, met name voor zichzelf. Guus Geluk heeft eveneens een oogje op Katrien, nog een extra reden dat Guus en Donald elkaar bijna voortdurend dwarsliggen. Door zijn constante geluk krijgt Guus vaak dingen voor elkaar die Donald niet lukken. Donald Duck heeft daarnaast soms ook verhoudingen met andere vrouwen, die echter meestal in niet meer dan één verhaal voorkomen; de bekendste is waarschijnlijk Donna Duck, die te zien is in een filmpje uit 1937.
Donald roept om een probleem opgelost te krijgen soms de hulp in van Willie Wortel, maar diens uitvindingen veroorzaken meestal juist nog veel meer problemen.
Donald maakt bijna altijd ruzie met zijn buren. In de meeste verhalen is zijn buurman Bertus Bolderbast, die voor het eerst opdook in een verhaal uit 1943. Tot de andere vaste vijanden van Donald behoren vooral degenen die het op het vermogen van zijn oom hebben voorzien en tegen wie Donald het daarom samen met de andere Ducks opneemt; dit zijn vooral de Zware Jongens, Zwarte Magica en in sommige verhalen Venijn McSnekke.

### Werk
Donald Duck heeft allerlei verschillende beroepen uitgeoefend, bijvoorbeeld brandweerman, postbode, verkoper, fabrieksarbeider en nachtwachter. In een aantal Deense verhalen (van Egmont Group) is hij medewerker bij een margarinefabriek. Hij houdt het echter zelden langer dan een week uit bij dezelfde werkgever. Zijn onhandigheid en zijn opvliegende karakter spelen hem steevast parten.
In veel verhalen heeft hij een slecht betaald baantje als muntenpoetser in het geldpakhuis van zijn oom Dagobert Duck, die Donald in dienst neemt omdat hij familie is en omdat Donald bovendien een fikse schuld bij zijn oom heeft. Munten poetsen is feitelijk ook het enige werk dat Donald echt goed kan. Oom Dagobert neemt hem dan ook vaak weer aan als hij elders ontslagen wordt. Het geldpakhuis is voor Donald tevens een schuilplaats waar hij zich desgewenst kan verstoppen als hij bang is om ontdekt te worden.

### Omgeving
De wereld rond Donald Duck is vanaf de jaren 40 van de 20e eeuw met name uitgewerkt door Carl Barks, een van Disneys belangrijkste striptekenaars. Barks introduceerde allerlei nieuwe personages die een vaste rol hebben gekregen in de verhalen rond Donald Duck, zoals Dagobert Duck, Willie Wortel en Guus Geluk. Ook ontwierp Barks voor een groot deel de stad waar de meeste van deze personages en Donald zelf wonen, Duckstad.
Donald heeft een aantal verschillende huisdieren, die echter lang niet in alle verhalen voorkomen. De Sint-Bernard Loebas is het vaakst te zien en speelt ook mee in veel oude krantenstripjes. In sommige lange verhalen uit de jaren zestig heeft Donald ook een kat, Tobber. Ook heeft hij in sommige verhalen een of meer goudvissen. De neefjes hebben soms ook nog een eigen hond, Zwabber.
Donald heeft een Duckatti. Deze auto is voornamelijk gebaseerd op de American Bantam uit 1939.
Sommige andere bewoners van Duckstad vertonen hetzelfde soort asociale gedrag als Donald zelf. Niet zelden moet Donald tijdelijk naar verre oorden vluchten (bijvoorbeeld Timboektoe, Verweggistan of de Noordpool) omdat hij zich in Duckstad de woede van iedereen op de hals heeft gehaald.

## Alter ego's

### Superdonald
Een alter ego van Donald Duck is Superdonald. Dit is de superheld-versie van Donald Duck. Donald is met dit alter ego een heldhaftige eend. Superdonald komt in Nederland voor het eerst voor in 1979, in nummer 4 van de Donald Duck-pocketreeks, Fantomerik tegen de Dolle Fantomina (tweede pocketreeks). Vanaf pocket 21 uit 1994, Held zonder geld (derde pocketreeks), draagt hij in Nederlandse uitgaven de naam Superdonald.

### Dubbelduck
In sommige verhalen werkt Donald Duck bij De Dienst, een (contra)spionagedienst. Hij werkt dan vaak samen met Kay K. De baas van De Dienst is een computer die op Donalds eigen brein is gebaseerd. Dubbelduck verscheen voor het eerst in Nederland in pocket 157. Samen met dubbelpocket 35, pocket 158 en pocket 159 vormt dat één verhaal.

### ZGAGA 007
Voordat Dubbelduck bedacht werd, bestond ZGAGA 007. Z.G.A.G.A. staat voor Zo Goed Als Gediplomeerd Agent. In het begin werkte hij alleen, maar later met Diederik alias AOHK 012 alias Agent Op Halve Kracht 012. Hij werkt hier als spion bij de D.D.D.D. oftewel De Dagobert Duck Dienst. In het begin had hij in deze verhalen vooral Dokter Zandor als vijand.

## Stemacteurs

### Amerikaanse stem
- Clarence Nash – 1934-1983
- Tony Anselmo – 1985-heden
- Daniel Ross – 2017-heden (enkel tv-specials)

### Nederlandse stem
- Paul van Gorcum - Vrij en Vrolijk (de 1e nasynchronisatie in 1952)

- Anita Heilker – 1984-2022
- Peter van Hoof - Disney Cartoon shorts & Commercials
- Kim van Zeben – 2022-heden

## Cartoons
- The Wise Little Hen
- Don Donald
- Donald's Nephews
- Mr. Duck Steps Out
- Donald Gets Drafted
- Donald's Better Self
- Der Fuehrer's Face
- Donald Duck en zijn vriendjes
- Donald Duck Snowfight

## Lange films
- Saludos Amigos (samen met Joe Carioca)
- The Three Caballeros (samen met Joe Carioca en Panchito)
- Mickey and the Beanstalk (samen met Mickey Mouse en Goofy)
- Fantasia 2000
- The Prince And The Pauper
- The Three Musketeers

## Namen in andere talen
| Taal              | Naam                        |
| ----------------- | --------------------------- |
| Arabisch          | بطوط (Battouta)             |
| Catalaans         | Ànec Donald                 |
| Chinees           | 唐老鸭 (Táng Lǎo Yā)        |
| Deens             | Anders And                  |
| Duits             | Donald Duck                 |
| Fins              | Aku Ankka                   |
| Grieks            | Ντοναλντ Ντακ (Donald Duck) |
| Hongaars          | Donald Kacsa                |
| Indonesisch       | Donal Bebek                 |
| Italiaans         | Paolino Paperino            |
| Japans            | Nikano Saku                 |
| Kroatisch         | Paško Patak                 |
| Latijn            | Donaldus Anas               |
| Noors             | Donald Duck                 |
| Pools             | Kaczor Donald               |
| Russisch          | Дональд Дак (Donald Dak)    |
| Samisch           | Vulle Vuojaš                |
| Servisch          | Paja Patak                  |
| Spaans, Portugees | Pato Donald                 |
| Turks             | Donald Amca                 |
| IJslands          | Andrés Önd                  |
| Zweeds            | Kalle Anka                  |

In veel talen betekent de achternaam van Donald 'eend'.

## Trivia
- Ter gelegenheid van het 50-jarig bestaan van Donald Duck bracht Robert Paul in 1984 samen het kinderkoor van Lidy Peters een single uit, met daarop de nummers Kun je kwaken? en Ik ben verkikkerd op 'n dikke pad.[9]
- Anita Heilker was naast de officiële Nederlandse stem van Donald Duck ook de officiële Duitse stem van Donald Duck.
- In Hoe lees ik Donald Duck wordt Donalds reactionaire karakter besproken. Donald behoort volgens de schrijvers van deze kritische studie tot de geprivilegieerde blanke middenklasse. Wanneer hij op avontuur is in het buitenland, kiest hij steeds de zijde van Midden-Amerikaanse dictators en andere potentaten.[10]